# 下賓朗部落
下賓朗部落位於臺灣臺東縣卑南鄉賓朗村，又稱為檳榔樹格部落，是原住民族委員會核定的一個卑南族部落，也是卑南族十個部落之中，規模較小的部落。

## 歷史
下賓朗部落位於臺東縣著名的綠色隧道北口右方，其最初部落的根據地位於現址北方約兩公里，海拔標高約200公尺的臺地上，因此下賓朗部落的原名稱為「Pinaski」，有「上坡」之意。下賓朗部落初創時，人口的組成主要是從鄰近的南王部落以及部分來自其他卑南族部落的族人建立起來。 
然而，下賓朗舊社的地理位置上，雖位處高地有易守難攻之優勢，卻也因為地勢較高的關係，環境較為乾燥，容易滋生白蟻，部落裡的木造建築容易因白蟻蛀蝕而毀壞，最終卑南族人不堪其擾的狀況下，下賓朗部落遷址到臺地下方的山谷中。不過因為山谷腹地有限，沒多久，再度遷址到現今賓朗國小一旁，太平溪的溪畔地。
1931年，臺灣日治時期，下賓朗部落被日本人稱為「檳榔樹格」。之後，在臺灣總督府的規劃下，下賓朗部落第三度遷址，來到今日臺九線綠色隧道北口右側，並由日本人設計規畫社區的布置，讓下賓朗部落呈現棋盤式的布局，爾後下賓朗部落從此定居至今。
1971年，由於下賓朗部落直到戰後仍保持日治時期的棋盤式規劃，受到當時臺灣省政府頒發全省社區競賽冠軍。
2010年，下賓朗部落社區發展協會與日本原住民愛努族共同於國立臺灣史前文化博物館舉辦「臺灣卑南族下賓朗．日本愛努族聯合影像展」，該展覽中，共計展出40張卑南族日治時期所與愛努族不同時期間拍攝的老舊照片。
為了呈現下賓朗部落的特色與歷史，國立臺灣史前文化博物館在2016年7月至2017年5月之間，於館內舉辦「mi’aputr戴著花環的人們：下賓朗部落特展」來介紹該部落100年來的變遷與歷史照片等。

## 部落概況

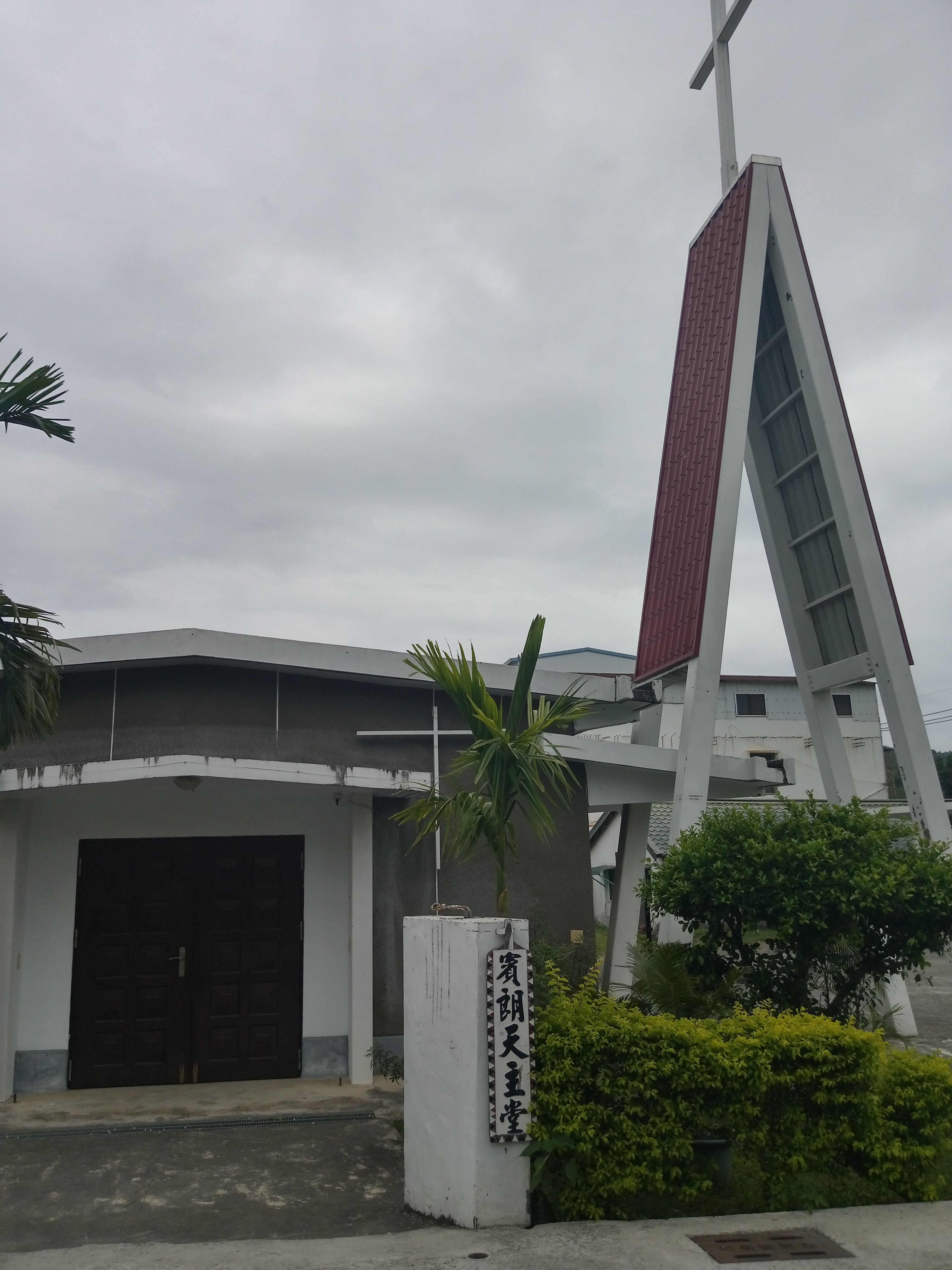
下賓朗部落天主堂

下賓朗部落內的布局上自日治時期便已保持至今，村裡主要由兩條道路平行貫穿部落，並在橫向有九條平行巷弄穿插。部落內目前約有120多戶居住，其中卑南族佔有約70戶，總人口約400多人。另外在部落外圍，有許多漢人移居於此。
下賓朗部落是所有卑南族部落之中，外人移住比例最低者，因此將較於其他部落，下賓朗部落的而民風較為純樸且保守。

## 資料來源
1. 1 2 3  黃明堂. . 自由時報. 2016-07-27  [2017-07-26]. （原始内容存档于2021-01-23） （中文（臺灣））.
2. ↑  . 交通部觀光局花東縱谷國家風景區管理處.   [2017-07-26] （中文（臺灣））.[永久]
3. 1 2 3 4  葉美珍. . 原民資訊資源網.   [2017-07-26]. （原始内容存档于2019-02-19） （中文（臺灣））.
4. ↑  . 台灣立報社. 2010-06-29  [2017-07-26] （中文（臺灣））.
5. ↑  法物嘞. . 原住民電視台. 2016-07-27  [2017-07-26]. （原始内容存档于2020-08-11） （中文（臺灣））.
6. 1 2  . 國立臺東大學人文學院.   [2017-07-26]. （原始内容存档于2017-03-22） （中文（臺灣））.